# Prionacalus cacicus
Prionacalus cacicus är en skalbaggsart som först beskrevs av White 1845.  Prionacalus cacicus ingår i släktet Prionacalus och familjen långhorningar. Inga underarter finns listade i Catalogue of Life.